# Frumentius

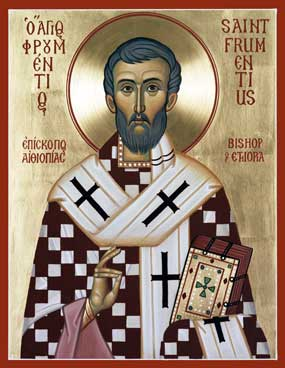
Frumentius, Apostel von Äthiopien

Frumentius (äthiopisch Ferēmenāṭos; * in Tyros, Syrien/Libanon; † um 383) war erster Bischof von Axum und gilt als Apostel des Aksumitischen Reiches, Heiliger und Gründer der Äthiopischen Kirche.
Rufinus zitiert Frumentius’ Bruder Aedesius, wie sie als Kinder (um 316) ihren Onkel Meropius in das Aksumitische Reich begleiteten. Ihr Schiff wurde im Roten Meer überfallen und die Besatzung getötet, die Knaben dem König von Aksum als Sklaven verkauft.
Die beiden Jungen erwarben das Vertrauen des Königs, der Aedesius als Mundschenk und Frumentius als Schatzmeister einsetzte und ihnen vor seinem Tod die Freiheit schenkte. Die verwitwete Königin machte Frumentius zum Hauslehrer des Thronfolgers Ezana. Dieser verbreitete mittels christlicher Kaufleute das Christentum im Land. Als Ezana die Mündigkeit erreicht hatte, begleitete Frumentius Aedesius auf dessen Rückreise nach Tyros bis nach Alexandria, wo er Athanasius, den Patriarchen von Alexandria, bat, einen Bischof und Priester nach Äthiopien zu schicken.
Athanasius sah in Frumentius die geeignete Person für diese Aufgabe und weihte ihn 343 zum Bischof. Frumentius kehrte nach Äthiopien zurück, wurde Bischof von Axum, taufte Ezana, der inzwischen König geworden war, baute zahlreiche Kirchen und verbreitete das Christentum in Äthiopien.
Die Äthiopier gaben Frumentius den Beinamen Abunä (አቡነ „Vater“), Abatachin (አባታችን „unser Vater“) bzw. den Titel Abunä Selama (አቡነ ሰላማ, „Vater des Friedens“), der auch traditionsgemäß dem Oberhaupt der Äthiopischen Kirche zukommt. In einem Brief an König Ezana und seinen Bruder Saizanas verlangte Kaiser Constantius II. vergeblich, Frumentius durch den arianischen Bischof Theophilos zu ersetzen.
Die äthiopische Kirche feiert das Fest des Heiligen Ferēmenāṭos am 26. des Monats Ḥamlē. Die evangelische Kirche in Deutschland erinnert am 26. Oktober an Frumentius, die römisch-katholische Kirche feiert sein Fest am 20. Juli, und die orthodoxe am 30. November.
Nach äthiopischer Überlieferung schuf Frumentius die erste Übersetzung des Neuen Testaments aus der Koine in die Kirchensprache Altäthiopisch.